# Cornudella (higo)
Cornudella es un cultivar de higuera de tipo higo común Ficus carica, unífera es decir con una sola cosecha por temporada, los higos de verano-otoño, de higos de epidermis con color de fondo verde claro, con sobre color mancha irregular de marrón muy claro en la zona del pedúnculo, con lenticelas escasas de tamaño medio color blanquecino. Es oriunda de Cornudella del Montsant en El Priorato en la provincia de Tarragona.

## Sinonimia
- „sin sinónimos“,[4][5][6]

## Historia
Esta variedad se cultiva en El Priorato, de donde es originaria, y en el Campo de Tarragona se encuentra en recopilatorios para su estudio y mejora de sus cualidades.
La variedad 'Cornudella' se describe en el DCVB ("Diccionari català-valencià-balear").

## Características
La higuera 'Cornudella' es una variedad unífera de tipo higo común. Árbol de tamaño mediano. Las hojas son gruesas y de color verde oscuro. Con hojas de  tres y de 5 lóbulos, pero en menor medida también encontraremos hojas con un solo lóbulo. 'Cornudella' es una variedad muy productiva de un rendimiento muy alto de higos de otoño.
Los higos 'Cornudella' son higos esferoidales ligeramente apeonzados, que presentan frutos simétricos, de un tamaño mediano, de epidermis de color de fondo verde claro, con sobre color mancha irregular de marrón muy claro en la zona del pedúnculo, con lenticelas escasas de tamaño medio color blanquecino, tienen cuello corto y grueso, pedúnculo muy corto de color verde oscuro, escamas pedunculares verdes del mismo tono que la piel del higo. Son de consistencia fuerte, piel no es muy fina, con costillas marcadas. Poseen un contenido bajo de azúcares lo que les da un sabor aguazoso, y escasas cualidades organolépticas. Son de un inicio de maduración desde la segunda semana de agosto hasta finales de septiembre y de rendimiento muy alto.

## Cultivo y usos
'Cornudella', es una variedad de higo que además de su uso en alimentación humana también se ha cultivado en El Priorato tradicionalmente para alimentación del ganado porcino. Cultivada principalmente en las comarcas de El Priorato y Campo de Tarragona.
Se está tratando de estudiar y mejorar sus cualidades, así como de extender su cultivo de ejemplares cultivados en la finca experimental de cultivos hortofrutícolas Cicytex-Finca La Orden propiedad de la Junta de Extremadura.
Aunque estos higos tienen poco grado de azúcares y no buenas cualidades organolépticas para comerlos como frescos, sin embargo tienen buenas probabilidades de secarse y de dar un higo paso de calidad. Grano muy fino que pasa desapercibido en el paladar, higo bueno para hacer mermelada. Como acompañante en diversos guisos y preparados culinarios.